# Talaleo de Egea
Taleleo  (Thalelaeus, Thallelaeus Θαλέλαιος o Θαλλέλαιος) (Líbano, ca. 265-Egea, Macedonia, actual Edessa, Grecia, 284) fue un médico cristiano, muerto como mártir. Es venerado como santo por toda la cristiandad.

## Biografía
Nacido en la región del Monte Líbano en Fenicia. Su maestro fue un médico de nombre Macario Arquiatro; dio pleno apoyo a los cristianos y como médico disfrutó de una gran reputación y algunas de sus curaciones fueron considerados milagrosas; especialmente fue caritativo con los pobres, a los que no cobraba su atención.
Vivió en tiempo de los emperadores Carino y Numeriano y en la persecución de esta época fue encarcelado por Tiberio, gobernador de Edessa, y se dice que fue liberado de manera milagrosa; después fue encarcelado por Teodoro, gobernador de Eges en Cilicia, que le torturó y finalmente ejecutó en 284.

## Veneración
Las iglesias romana y ortodoxas celebran su memoria el 20 de mayo. Las reliquias fueron llevadas a la iglesia de San Agatónico de Constantinopla, de donde desaparecieron durante la invasión turca. Para la Iglesia ortodoxa forma parte de los santos anárgiros.

## Leyenda del martirio
Según la leyenda, fue condenado a la tortura, pero sus torturadores, Alexandro y Asterio no obedecieron la orden y, al ser detenidos, se confesaren también como cristianos y fueron decapitados. También son venerados como mártires, el mismo día que Taleleo. 
Después de diferentes intentos de decapitar a Taleleo, fue finalmente ahogado. Cuando los torturadores anunciaron al prefecto que le habían lanzado al mar, Taleleo apareció vivo ante él. Ordenó entonces que fuese lanzado a las bestias salvajes, pero estas no lo atacaron y, al contrario, se sentaron a su pies y le lamían las manos. Al verlo, la multitud comenzó a invocar el Dios de Talelep y le pdidió piedad, y, tomando al torturador, lo lanzaron ellos mismos a les fieras, que sí que le atacaron. Finalmente, el prefecto ordenó matar Taleleo con la espada y murió degollado.